# Comité national olympique et sportif des îles Cook
Le Comité national olympique et sportif des îles Cook (en anglais : Cook Islands Sports and National Olympic Committee) (CISNOC) est le comité national olympique des îles Cook. Il représente le pays au Comité international olympique (CIO) et fédère les fédérations sportives cookiennes. Il fait partie des comités olympiques océaniens.
Le comité a été fondé et reconnu par le CIO en 1986. Son siège se trouve à Avarua, la capitale du pays, sur l'île de Rarotonga.